# Two hearts/Wild Soul
Two hearts/WILD SOUL – siedemnasty singel południowokoreańskiego zespołu TVXQ, wydany w Japonii 6 lutego 2008 roku przez Rhythm Zone. Jest to pierwszy singel z „projektu TRICK” (jap. TRICK企画 TRICK kikaku). Nazwa projektu pochodzi od piosenki „TRICK” z albumu T. Piosenka ta jest kompilacją  wszystkich melodii z projektu, o różnych aranżacjach i tempie. Pierwsza piosenka została wykonana przez wszystkich członków, podczas gdy druga piosenka była śpiewana przez Changmina.
Singel osiągnął 13 pozycję w rankingu Oricon i pozostał na liście przez 18 tygodni, sprzedał się w nakładzie 21 887 egzemplarzy w Japonii i 10 287 w Korei Południowej.

## Lista utworów
| CD | CD                                                  | CD           | CD         | CD        | CD      |
| Nr | Tytuł utworu                                        | Tekst        | Kompozycja | Aranżacja | Długość |
| -- | --------------------------------------------------- | ------------ | ---------- | --------- | ------- |
| 1. | „Two hearts”                                        | H.U.B.       | AKIRA      | AKIRA     | 4:20    |
| 2. | „WILD SOUL -CHANGMIN from Tōhōshinki-”              | Ryōji Sonoda | corin      | corin     | 4:02    |
| 3. | „Two hearts” (Less Vocal)                           |              | AKIRA      | AKIRA     | 4:20    |
| 4. | „WILD SOUL -CHANGMIN from Tōhōshinki-” (Less Vocal) |              | corin      | corin     | 4:02    |

## Notowania
| Lista                             | Pozycja |
| --------------------------------- | ------- |
| Oricon Weekly Singles Chart       | 13      |
| Billboard Japan Hot 100           | 57      |
| Billboard Japan Top Singles Sales | 14      |